# Associação Nacional de Pesquisa e Terapia da Homossexualidade
Associação Nacional de Pesquisa e Terapia da Homossexualidade (em inglês:  National Association for Research & Therapy of Homosexuality - NARTH) é uma organização sem fins lucrativos dos Estados Unidos que oferece terapia de reorientação sexual para indivíduos que se sentem insatisfeitos com a sua orientação homossexual. Sediada em Encino, Los Angeles, foi fundada em 1992 por Joseph Nicolosi, Benjamin Kaufman e Charles Socarides. A NARTH define a si mesma como uma "organização científica profissional que oferece esperança para aqueles que lutam com uma homossexualidade indesejada."